# Le Prisonnier du château d'If
Pour plus de détails, voir Fiche technique et Distribution.
Le Prisonnier du château d'If (Узник замка Иф) est une mini-série de cape et d'épée franco-soviétique en trois parties réalisée par Gueorgui Jungwald-Khilkevitch et diffusée en 1989. C'est une adaptation du roman Le Comte de Monte-Cristo d'Alexandre Dumas publié en 1844.

## Fiche technique
Sauf indication contraire, les informations mentionnées dans cette section peuvent être confirmées par la base de données cinématographiques IMDb,  présente dans la section « Liens externes ».
- Titre français : Le Prisonnier du château d'If[2]
- Titre original : Узник замка Иф,  Ouznik zamka If
- Réalisateur : Gueorgui Jungwald-Khilkevitch
- Scénario : Gueorgui Jungwald-Khilkevitch, Mark Zakharov
- Photographie : Edouard Rozovski
- Musique : Alexandre Gradski
- Société de production : Studio d'Odessa, Sovinfilm (participation), Intra Media (participation)
- Pays de production :  Union soviétique,  France
- Langue de tournage : russe
- Format : Couleurs
- Durée : 236 minutes
- Genre : Film de cape et d'épée
- Dates de sortie :
  - Union soviétique : 1er février 1989

## Distribution
- Victor Avilov (ru)  - Edmond Dantès adulte, alias comte de Monte-Cristo
- Evgueni Dvorjetski (ru)  - Edmond Dantès jeune / Albert de Morcerf
- Anna Samokhina - Mercédès Herrera
- Mikhaïl Boïarski  - Fernand Mondego, comte de Morcerf
- Alexeï Petrenko  - Abbé Faria
- Nadira Mirzaïeva  - Haïdé
- Alexeï Jarkov  - Danglars
- Svetlana Smirnova (ru)  - Ermina Danglars
- Iana Poplavskaïa (ru)  - Eugénie Danglars
- Igor Skliar (ru) - Benedetto
- Arnis Līcītis  - Gérard de Villefort
- Valentina Voilkova (ru)  - Éloïse de Villefort
- Ülle Sinisalu  - Valentine de Villefort
- Vsevolod Chilovski (ru)  - Gaspard Caderousse
- Natalia Pozdniakova  - la Carconte
- Igor Bohodoukh (ru)  - l'armateur Pierre Morrel
- Peteris Gaudins (ru)  - Maximilien Morrel
- Nadejda Rezon  - Julie Morrel
- Sergueï Chentalinski  - Franz de Quesnel, baron d'Épinay
- Nikolaï Kotchegarov (ru)  - Beauchamp
- Oleg Chklovski (ru)  - Debré
- Viatcheslav Tsoi (ru)  - Li
- Iouri Dubrovnikine (ru)  - Baptiste
- Gueorgui Jungwald-Khilkevitch  - Artagnac
- Vladimir Steklov (ru)  - Giovanni Bertuccio
- Evgueni Platokhine (ru)  - Luigi Vampa
- Alexandre Slastine  - le commissaire de police
- Gia Lejava  - Commandant Berthier
- Vladimir Portnov (ru)  - le bijoutier
- Youri Roudtchenko  - le geôlier
- Victor Pavlovski (ru)  - un employé chez Danglars